# 三好市立辻小学校
三好市立辻小学校（みよししりつ つじしょうがっこう）は、徳島県三好市井川町辻にある公立小学校。

## 概要
旧・井川町には他にも三好市立西井川小学校・三好市立井内小学校がある。卒業後は三好市立井川中学校へ進学する。
- 本校の伝統は朝の読書と昼休みの縄跳びと給食残飯0である。

## 基礎データ
全校生徒数
- 62人（平成26年度）[1]

最寄駅
- JR徳島線辻駅

## 沿革
- 1874年（明治07年） - 創立。
- 2006年（平成18年） - 町村合併のため三好市立辻小学校となる。
- 2014年（平成26年）3月 - 新校舎に移転。

## 校訓
- 根性

## 関連学校
- 三好市立井川中学校

## 通学区域が隣接している学校
- 三好市立西井川小学校
- 三好市立三縄小学校
- 三好市立檪生小学校
- 東みよし町立三庄小学校
- 東みよし町立加茂小学校
- 東みよし町立足代小学校
- 東みよし町立昼間小学校

以下の学校と隣接しているかは不明。
- 三好市立池田小学校
- 三好市立白地小学校